# Ptinus pusillus
Ptinus pusillus là một loài bọ cánh cứng thuộc chi Ptinus trong họ Ptinidae.